# Ichneumon helleni
Ichneumon helleni là một loài tò vò trong họ Ichneumonidae.